# نوپسرهای دونیشک‌دار
نوپسرهای دونیشک‌دار (Nupserha bipunctata) از خانوادهٔ سوسک‌های شاخک‌دراز است. این گونه توسط پروفسور پر اولوف کریستوفر آوریویلیوس در سال ۱۹۱۴ توصیف و بررسی شد.

## زیرگونه‌ها
- Nupserha bipunctata bipunctata (Aurivillius, 1914)
- (Nupserha bipunctata hartwigi (Breuning, 1964[۱]